# Jocelyn Brown
Jocelyn Lorette Brown, ismertebb nevén Jocelyn Brown (Kinston, Észak-Karolina, Amerikai Egyesült Államok, 1950. november 25. –) amerikai R&B énekesnő. Néha Jocelyn Shaw-ként is fellép. Nevével csak egy Billboard Hot 100-as slágerlistás bejegyzése van, azonban széles zenei háttérrel rendelkezik, és a tánczene világában is jól ismert. Brown 23 dala jutott be az Egyesült Királyság kislemezlistájára, melyből 8 Top 20-as sláger lett.

## Életrajza

### A kezdetek, első zenei élményei
Brown 1950. november 25-én született az Észak-Karolinai Kinstonban. Zenei családban nőtt fel, nagynénje Barbara Roy énekes volt, a 'Ecstasy, Passion and Pain' nevű női együttesben énekelt. Anyja, két nagynénje, és nagymamája mindannyian kiváló énekesek voltak. Az iskola előtti éveit nagymamája felügyelete alatt töltötte Kingstonban.
Nagynénje zenei sikereit látva minden vágya az volt, hogy énekes legyen. A brooklyni templomban, és Washingtonban evangéliumi kórusokban kezdett el énekelni, és temploma kedvenc szólistájává vált. A kórus elhagyása után egy szekulárisabb stílusú zene mellett döntött, és a helyi Machine együttesben kezdett el énekelni, majd a New York-i Kleer nevű funk és disco csapatban énekelt.

### Zenei karrierje
Brown a 70-es években több felvételt is készített különböző együttesekkel, úgy mint a Revans, a Musique, az Inner Life a Disco-Tex, Cerrone, Bad Girls, Chic és a Change nevű csapatok. Később a Salsoul Orchestra, a Soiree és a Dazzle együttesben is énekelt 1979-ben.
1980-ban Brown szerepelt Bette Midler "Divine Madness" című koncert filmjében énekelt Ula Hedwig és Gray Diva mellett.
1984-ben Brown kiadott néhány kislemezt saját nevében, köztük a "Somebody Else's Guy" címűt, melyet 1997-ben a CeCe Peniston is feldolgozott, mely a Billboard R&B listán a 2. helyre került. A Hot 100-a listán a 75. helyig jutott, majd megjelentette hasonló című stúdióalbumát is. Több albumot is megjelentett, azonban szólókarrierje igazából soha nem indult el, továbbra is mások lemezein közreműködött.
Több mint húsz slágerrel szerepelt a Hot Dance Music/Club Play listán, ebből négy első helyezett volt, kivéve két 1. helyezett, melyet a 70-es években Patric Adam csapatában a Musique-ben mint vendégénekes ért el. A 21. században továbbra is készít house stílusú zenei felvételeket, és slágerlistás dalokat szerez. 1985-ben Boy Georgeval turnézott, mint háttérénekes, és szerepel az 1986-ban megjelent "Luxury to Heartache" című stúdióalbumon is. 1987-ben Boy George-val közösen írta a "Keep Me In Mind" című dalt, mely az Egyesült Királyság kislemezlistáján Top30-as dal volt.
1990 óta Londonban él. Ebben az évben a Snap együttes felhasználta a "The Power" című dalához az 1985-ös "Love's Gonna Get You" című dalának hangmintáit, valamint a Boogie Down Productions szintén vett hangmintát a "Love's Gonna Get'cha (Material Love)" című dalukhoz, valamint a Bizarre Inc nevű csapat "I'm Gonna Get You" című dalában is találhatóak Brown dalainak hangmintái. Brown szintén közreműködött a Right Said Fred "Don't Talk Just Kiss" című dalában is.
Brown részt vett a BBC One csatornán futó "Just Just of the Us" című zenés tehetségkutató show-műsor mindkét szezonjában. 2006-ban Brown kiadta Unreleased című CD-jét.
2007-ben Brown részt vett az AllStars-szal együtt egy zenei fesztiválon az Egyesült Királyságban, valamint új albumuk "All About the Music" stúdiófelvételén. A Wembley Stadionban elénekelte az amerikai himnuszt az első szokásos szezonbeli labdarúgó mérkőzésen, melyet a New York Giants és a Miami Dolphins játszottak idegen talajon.

### Albumok
- 1984: Somebody Else's Guy
- 1987: One from the Heart
- 1995: Jocelyn's Classic R&B Mastercuts (Csak Japánban, mint "Serious featuring Jocelyn Brown")
- 1995: Jocelyn's Classic Reggae Mastercuts (Csak Japánban, mint "Serious featuring Jocelyn Brown")
- 2006: Unreleased
- 2006: Circles (Csak Japánban)
- 2010: True Praise

### Kislemezek
| Év   | Dal | Legjobb slágerlistás helyezés | Legjobb slágerlistás helyezés | Legjobb slágerlistás helyezés | Legjobb slágerlistás helyezés | Legjobb slágerlistás helyezés | Legjobb slágerlistás helyezés | Legjobb slágerlistás helyezés | Legjobb slágerlistás helyezés | Legjobb slágerlistás helyezés | Legjobb slágerlistás helyezés | Legjobb slágerlistás helyezés | Legjobb slágerlistás helyezés | Legjobb slágerlistás helyezés |
| Év   | Dal | US 100                        | US Dance                      | US R&B                        | UK                            | CH                            | SE                            | IRE                           | DE                            | NL                            | NZ                            | FR                            | AT                            | AU                            |
| ---- | --- | ----------------------------- | ----------------------------- | ----------------------------- | ----------------------------- | ----------------------------- | ----------------------------- | ----------------------------- | ----------------------------- | ----------------------------- | ----------------------------- | ----------------------------- | ----------------------------- | ----------------------------- |
| 1978 | "Keep On Jumpin'" (vocalist for Musique) | -                             | 1                             | -                             | -                             | -                             | -                             | -                             | -                             | -                             | -                             | -                             | -                             | -                             |
| 1978 | "In the Bush" (vocalist for Musique) | 58                            | 1                             | 29                            | 16                            | -                             | 10                            | -                             | -                             | -                             | -                             | -                             | -                             | -                             |
| 1979 | "Walk Before You Run / You Dazzle Me!!!" (vocalist for Dazzle)                                                                                | -                             | -                             | -                             | -                             | -                             | -                             | -                             | -                             | -                             | -                             | -                             | -                             | -                             |
| 1979 | "I'm Caught Up (In a One Night Love Affair)" (vocalist for Inner Life)                                                                        | -                             | 7                             | 22                            | -                             | -                             | -                             | -                             | -                             | -                             | -                             | -                             | -                             | -                             |
| 1980 | "I Want to Give You Me" (vocalist for Inner Life)                                                                                             | -                             | -                             | -                             | -                             | -                             | -                             | -                             | -                             | -                             | -                             | -                             | -                             | -                             |
| 1980 | "Sadie (She Smokes)" (Joe Bataan feat. Jocelyn Brown)                                                                                         | -                             | -                             | -                             | -                             | -                             | -                             | -                             | -                             | 33                            | -                             | -                             | -                             | -                             |
| 1980 | "It's a Girl's Affair" (vocalist for Change)                                                                                                  | -                             | -                             | -                             | -                             | -                             | -                             | -                             | -                             | -                             | -                             | -                             | -                             | -                             |
| 1981 | "You Are the One" (guest vocalist for Cerrone)                                                                                                | -                             | 56                            | -                             | -                             | -                             | -                             | -                             | -                             | -                             | -                             | -                             | -                             | -                             |
| 1981 | "My Look" (guest vocalist for Cerrone) | -                             | -                             | -                             | -                             | -                             | -                             | -                             | -                             | -                             | -                             | -                             | -                             | -                             |
| 1981 | "Letter to My Mother" (guest vocalist for Cerrone)                                                                                            | -                             | -                             | -                             | -                             | -                             | -                             | -                             | -                             | -                             | -                             | -                             | -                             | -                             |
| 1981 | "Someone to Love" (guest vocalist for Cerrone)                                                                                                | -                             | -                             | -                             | -                             | -                             | -                             | -                             | -                             | -                             | -                             | -                             | -                             | -                             |
| 1981 | "Hooked on You" (guest vocalist for Cerrone)                                                                                                  | -                             | -                             | -                             | -                             | -                             | -                             | -                             | -                             | -                             | -                             | -                             | -                             | -                             |
| 1981 | "Cherry Tree" (guest vocalist for Cerrone) | -                             | -                             | -                             | -                             | -                             | -                             | -                             | -                             | -                             | -                             | -                             | -                             | -                             |
| 1981 | "Took Me So Long" (guest vocalist for Cerrone)                                                                                                | -                             | -                             | -                             | -                             | -                             | -                             | -                             | -                             | -                             | -                             | -                             | -                             | -                             |
| 1981 | "Ain't No Mountain High Enough" (vocalist for Inner Life)                                                                                     | -                             | 20                            | -                             | -                             | -                             | -                             | -                             | -                             | -                             | -                             | -                             | -                             | -                             |
| 1981 | "(Knock Out) Let's Go Another Round / Live It Up" (vocalist for Inner Life)                                                                   | -                             | -                             | -                             | -                             | -                             | -                             | -                             | -                             | -                             | -                             | -                             | -                             | -                             |
| 1981 | "If I Can't Have Your Love" (Jocelyn Brown)                                                                                                   | -                             | -                             | -                             | -                             | -                             | -                             | -                             | -                             | -                             | -                             | -                             | -                             | -                             |
| 1982 | "Take Some Time Out (for Love)" (Salsoul Orchestra feat. Jocelyn Brown)                                                                       | -                             | 46                            | -                             | -                             | -                             | -                             | -                             | -                             | -                             | -                             | -                             | -                             | -                             |
| 1982 | "Moment of My Life" (vocalist for Inner Life)                                                                                                 | -                             | 15                            | -                             | -                             | -                             | -                             | -                             | -                             | -                             | -                             | -                             | -                             | -                             |
| 1982 | "I Like It Like That" (vocalist for Inner Life)                                                                                               | -                             | 40                            | -                             | -                             | -                             | -                             | -                             | -                             | -                             | -                             | -                             | -                             | -                             |
| 1983 | "No Way" (vocalist for Inner Life) | -                             | -                             | 93                            | -                             | -                             | -                             | -                             | -                             | -                             | -                             | -                             | -                             | -                             |
| 1984 | "Let's Change It Up" (vocalist for Inner Life)                                                                                                | -                             | -                             | -                             | -                             | -                             | -                             | -                             | -                             | -                             | -                             | -                             | -                             | -                             |
| 1984 | "Too Through" (Jocelyn Brown with The Bad Girls)                                                                                              | -                             | -                             | -                             | -                             | -                             | -                             | -                             | -                             | -                             | -                             | -                             | -                             | -                             |
| 1984 | "Hands Off" (Jocelyn Brown) | -                             | 53                            | -                             | -                             | -                             | -                             |                               | -                             | -                             | -                             | -                             | -                             | -                             |
| 1984 | "I'm Gonna Make It to the Top / It's You" (Jocelyn Brown)                                                                                     | -                             | -                             | -                             | -                             | -                             | -                             | -                             | -                             | -                             | -                             | -                             | -                             | -                             |
| 1984 | "Somebody Else's Guy" (Jocelyn Brown) | 75                            | 13                            | 2                             | 13                            | -                             | -                             | 16                            | -                             | 31                            | 33                            | -                             | -                             | -                             |
| 1984 | "I Wish You Would" (Jocelyn Brown) | -                             | 51                            | 49                            | 51                            | -                             | -                             | -                             | -                             | -                             | -                             | -                             | -                             | -                             |
| 1984 | "Picking Up Promises" (Jocelyn Brown) | -                             | -                             | -                             | -                             | -                             | -                             | -                             | -                             | -                             | -                             | -                             | -                             | -                             |
| 1984 | "So in Love" (Raven feat. Jocelyn Brown) | -                             | -                             | -                             | -                             | -                             | -                             | -                             | -                             | -                             | -                             | -                             | -                             | -                             |
| 1985 | "Love's Gonna Get You" (Jocelyn Brown) | -                             | 1                             | 38                            | 70                            | -                             | -                             | -                             | -                             | -                             | -                             | -                             | -                             | -                             |
| 1986 | "Your Love" (vocalist for Inner Life) | -                             | -                             | -                             | -                             | -                             | -                             | -                             | -                             | -                             | -                             | -                             | -                             | -                             |
| 1986 | "Got You Dancing" (Karisma feat. Jocelyn Brown)                                                                                               | -                             | -                             | -                             | -                             | -                             | -                             | -                             | -                             | -                             | -                             | -                             | -                             | -                             |
| 1987 | "Caught in the Act" (Jocelyn Brown) | -                             | -                             | 94                            | -                             | -                             | -                             | -                             | -                             | -                             | -                             | -                             | -                             | -                             |
| 1987 | "Whatever Satisfies You" (Jocelyn Brown) | -                             | -                             | 72                            | -                             | -                             | -                             | -                             | -                             | -                             | -                             | -                             | -                             | -                             |
| 1987 | "Ego Maniac" (Jocelyn Brown) | -                             | 5                             | 38                            | 82                            | -                             | -                             | -                             | -                             | -                             | -                             | -                             | -                             | -                             |
| 1988 | "R-U-Lonely" (Jocelyn Brown) | -                             | -                             | 32                            | -                             | -                             | -                             | -                             | -                             | -                             | -                             | -                             | -                             | -                             |
| 1989 | "Mysterious" (Phil Edwards feat. Jocelyn Brown)                                                                                               | -                             | -                             | -                             | -                             | -                             | -                             | -                             | -                             | -                             | -                             | -                             | -                             | -                             |
| 1990 | "Freedom" (Jocelyn Brown) | -                             | -                             | -                             | 83                            | -                             | -                             | -                             | -                             | -                             | -                             | -                             | -                             | -                             |
| 1990 | "Feel Like Making Love" (Heatwave feat. Jocelyn Brown)                                                                                        | -                             | -                             | -                             | 90                            | -                             | -                             | -                             | -                             | 45                            | -                             | -                             | -                             | -                             |
| 1990 | "Turn Out the Lights" (Jocelyn Brown & Oliver Cheatham)                                                                                       | -                             | -                             | 70                            | -                             | -                             | -                             | -                             | -                             | -                             | -                             | -                             | -                             | -                             |
| 1991 | "Mindbuster" (Jocelyn Brown & Oliver Cheatham)                                                                                                | -                             | -                             | -                             | -                             | -                             | -                             | -                             | -                             | -                             | -                             | -                             | -                             | -                             |
| 1991 | "Gypsy Rhythm" (Raúl Orellana feat. Jocelyn Brown)                                                                                            | -                             | -                             | -                             | -                             | -                             | -                             | -                             | -                             | 8                             | -                             | -                             | -                             | -                             |
| 1991 | "Always There" (vocalist for Incognito) | -                             | 31                            | 33                            | 6                             | 8                             | 19                            | 25                            | 20                            | 2                             | -                             | 48                            | -                             | -                             |
| 1991 | "Got to Get Away" (Off-Shore feat. Jocelyn Brown)                                                                                             | -                             | -                             | -                             | -                             | -                             | -                             | -                             | -                             | -                             | -                             | -                             | -                             | -                             |
| 1991 | "I Wanna Know What Love Is" (Jocelyn Brown feat. Voodoo Possee)                                                                               | -                             | -                             | -                             | -                             | -                             | -                             | -                             | -                             | -                             | -                             | -                             | -                             | -                             |
| 1991 | "Don't Talk Just Kiss" (Right Said Fred feat. Jocelyn Brown)                                                                                  | 76                            | 8                             | -                             | 3                             | 7                             | 4                             | 8                             | 2                             | 3                             | 16                            | -                             | 5                             | 18                            |
| 1991 | "She Got Soul" (Jamestown feat. Jocelyn Brown)                                                                                                | -                             | -                             | -                             | 57                            | -                             | -                             | -                             | -                             | 26                            | -                             | -                             | -                             | -                             |
| 1992 | "My Sun Will Get You" (Raúl Orellana feat. Jocelyn Brown)                                                                                     | -                             | -                             | -                             | -                             | -                             | -                             | -                             | -                             | -                             | -                             | -                             | -                             | -                             |
| 1992 | "Take Me Up" (Sonic Surfers feat. Jocelyn Brown)                                                                                              | -                             | -                             | -                             | 61                            | -                             | -                             | -                             | -                             | 10                            | -                             | -                             | -                             | -                             |
| 1992 | "Got Me Dancin" (Charismatic feat. Jocelyn Brown)                                                                                             | -                             | -                             | -                             | -                             | -                             | -                             | -                             | -                             | -                             | -                             | -                             | -                             | -                             |
| 1993 | "Permanent Love" (Jason Rebello feat. Jocelyn Brown)                                                                                          | -                             | -                             | -                             | 81                            | -                             | -                             | -                             | -                             | -                             | -                             | -                             | -                             | -                             |
| 1993 | "Magic Man (Abracadabra)" (KC Flightt feat. Jocelyn Brown)                                                                                    | -                             | -                             | -                             | -                             | -                             | -                             | -                             | -                             | -                             | -                             | -                             | -                             | -                             |
| 1993 | "Can't Stop the Rhythm" (Masters At Work feat. Jocelyn Brown)                                                                                 | -                             | -                             | -                             | -                             | -                             | -                             | -                             | -                             | -                             | -                             | -                             | -                             | -                             |
| 1994 | "No More Tears (Enough Is Enough)" (Kym Mazelle & Jocelyn Brown)                                                                              | -                             | -                             | -                             | 13                            | -                             | -                             | 19                            | -                             | -                             | -                             | -                             | -                             | 48                            |
| 1994 | "Gimme All Your Lovin'" (Jocelyn Brown & Kym Mazelle)                                                                                         | -                             | -                             | -                             | 22                            | -                             | -                             | -                             | -                             | -                             | -                             | -                             | -                             | -                             |
| 1995 | "Black Skinned, Blue Eyed Boy" (B-Project feat. Jocelyn Brown)                                                                                | -                             | -                             | -                             | -                             | -                             | -                             | -                             | -                             | -                             | -                             | -                             | -                             | -                             |
| 1996 | "Keep On Jumpin'" (Todd Terry feat. Martha Wash & Jocelyn Brown)                                                                              | -                             | 1                             | -                             | 8                             | 17                            | 56                            | -                             | -                             | 47                            | -                             | -                             | 38                            | -                             |
| 1997 | "Somethin' Going On" (Todd Terry feat. Martha Wash & Jocelyn Brown)                                                                           | -                             | 1                             | -                             | 5                             | 28                            | 43                            | -                             | 93                            | 64                            | -                             | -                             | -                             | -                             |
| 1997 | "It's Alright, I Feel It!" (Nuyorican Soul feat. Jocelyn Brown)                                                                               | -                             | 3                             | -                             | 26                            | -                             | -                             | -                             | -                             | -                             | -                             | -                             | -                             | -                             |
| 1997 | "I Am the Black Gold of the Sun" (Nuyorican Soul feat. Jocelyn Brown)                                                                         | -                             | -                             | -                             | 31                            | -                             | -                             | -                             | -                             | -                             | -                             | -                             | -                             | -                             |
| 1997 | "Special Love" (Jestofunk feat. Jocelyn Brown)                                                                                                | -                             | -                             | -                             | -                             | -                             | -                             | -                             | -                             | -                             | -                             | -                             | -                             | -                             |
| 1997 | "Happiness" (Kamasutra feat. Jocelyn Brown)                                                                                                   | -                             | 5                             | -                             | 45                            | -                             | -                             | -                             | -                             | -                             | -                             | -                             | -                             | -                             |
| 1997 | "Real Man" (Melodie MC feat. Jocelyn Brown)                                                                                                   | -                             | -                             | -                             | -                             | -                             | 19                            | -                             | -                             | -                             | -                             | -                             | -                             | -                             |
| 1997 | "Give Me Back Your Love" (Melodie MC feat. Jocelyn Brown)                                                                                     | -                             | -                             | -                             | -                             | -                             | -                             | -                             | -                             | -                             | -                             | -                             | -                             | -                             |
| 1997 | "Embrace the Power" (Melodie MC feat. Jocelyn Brown)                                                                                          | -                             | -                             | -                             | -                             | -                             | 51                            | -                             | -                             | -                             | -                             | -                             | -                             | -                             |
| 1997 | "Free" (A.K. Soul feat. Jocelyn Brown) | -                             | -                             | -                             | -                             | -                             | -                             | -                             | -                             | -                             | -                             | -                             | -                             | -                             |
| 1998 | "Ain't No Mountain High Enough" (Jocelyn Brown)                                                                                               | -                             | 36                            | -                             | 35                            | -                             | -                             | -                             | -                             | -                             | -                             | -                             | -                             | -                             |
| 1998 | "Fun" (Da Mob feat. Jocelyn Brown) | -                             | 1                             | -                             | 33                            | -                             | -                             | -                             | -                             | -                             | -                             | -                             | -                             | -                             |
| 1998 | "Show You Love" (A.K. Soul feat. Jocelyn Brown)                                                                                               | -                             | 21                            | -                             | -                             | -                             | -                             | -                             | -                             | -                             | -                             | -                             | -                             | 49                            |
| 1999 | "I Believe" (Jamestown feat. Jocelyn Brown)                                                                                                   | -                             | -                             | -                             | 62                            | -                             | -                             | -                             | -                             | -                             | -                             | -                             | -                             | -                             |
| 1999 | "It's All Good" (Da Mob feat. Jocelyn Brown)                                                                                                  | -                             | -                             | -                             | 54                            | -                             | -                             | -                             | -                             | -                             | -                             | -                             | -                             | -                             |
| 1999 | "Nights Over Egypt" (Incognito feat. Maysa Leak & Jocelyn Brown)                                                                              | -                             | 38                            | -                             | 56                            | -                             | -                             | -                             | -                             | -                             | -                             | -                             | -                             | -                             |
| 1999 | "Believe" (Ministers De-La-Funk feat. Jocelyn Brown)                                                                                          | -                             | -                             | -                             | 42                            | -                             | -                             | -                             | -                             | -                             | -                             | -                             | -                             | -                             |
| 2000 | "Stand Up" (Magic Cucumbers feat. Jocelyn Brown & Connie Harvey)                                                                              | -                             | -                             | -                             | -                             | -                             | -                             | -                             | -                             | -                             | -                             | -                             | -                             | -                             |
| 2001 | "Goodlife" (Brown & Brown as Jocelyn Brown & Karl Brown )                                                                                     | -                             | -                             | -                             | -                             | -                             | -                             | -                             | -                             | -                             | -                             | -                             | -                             | -                             |
| 2002 | "Suspicious" (Stitch feat. Jocelyn Brown) | -                             | -                             | -                             | -                             | -                             | -                             | -                             | -                             | -                             | -                             | -                             | -                             | -                             |
| 2002 | "I'm a Woman" (Cassius and Jocelyn Brown) | -                             | -                             | -                             | -                             | 63                            | -                             | -                             | -                             | -                             | -                             | -                             | -                             | -                             |
| 2002 | "That's How Good Your Love Is" (Il Padrinos feat. Jocelyn Brown)                                                                              | -                             | -                             | -                             | 54                            | -                             | -                             | -                             | -                             | -                             | -                             | -                             | -                             | -                             |
| 2002 | "Monday, Tuesday... Laissez-moi danser" (2005 remix of Dalida song by Cerrone, samples Jocelyn Brown vocal from 1981 track "Took Me So Long") | -                             | -                             | -                             | -                             | -                             | -                             | -                             | -                             | -                             | -                             | -                             | -                             | -                             |
| 2003 | "A Better World" (AgeHa feat. Jocelyn Brown & Loleatta Holloway)                                                                              | -                             | -                             | -                             | -                             | -                             | -                             | -                             | -                             | -                             | -                             | -                             | -                             | -                             |
| 2003 | "Hold Me Up" (Glory feat. Jocelyn Brown) | -                             | -                             | -                             | -                             | -                             | -                             | -                             | -                             | -                             | -                             | -                             | -                             | -                             |
| 2004 | "Riding on the Wings" (Motiv 8 feat. Jocelyn Brown)                                                                                           | -                             | -                             | -                             | 44                            | -                             | -                             | -                             | -                             | -                             | -                             | -                             | -                             | -                             |
| 2005 | "Beautiful Day" (Hardage feat. Jocelyn Brown)                                                                                                 | -                             | -                             | -                             | -                             | -                             | -                             | -                             | -                             | -                             | -                             | -                             | -                             | -                             |
| 2005 | "Sing" (Roni Size feat. Jocelyn Brown) | -                             | -                             | -                             | -                             | -                             | -                             | -                             | -                             | -                             | -                             | -                             | -                             | -                             |
| 2007 | "I Just Wanna Make Love to You" (Population feat. Jocelyn Brown)                                                                              | -                             | -                             | -                             | -                             | -                             | -                             | -                             | -                             | -                             | -                             | -                             | -                             | -                             |
| 2007 | "I Don't Want You Anymore" (Noferini & Kortezman feat. Jocelyn Brown)                                                                         | -                             | -                             | -                             | -                             | -                             | -                             | -                             | -                             | -                             | -                             | -                             | -                             | -                             |
| 2007 | "All About the Music" (The AllStars Collective feat. Jocelyn Brown)                                                                           | -                             | -                             | -                             | -                             | -                             | -                             | -                             | -                             | -                             | -                             | -                             | -                             | -                             |
| 2008 | "The Lollipop" (Delicious Allstars feat. Jocelyn Brown)                                                                                       | -                             | -                             | -                             | -                             | -                             | -                             | -                             | -                             | -                             | -                             | -                             | -                             | -                             |
| 2009 | "Love Alibi" (Camboso feat. Jocelyn Brown) | -                             | -                             | -                             | -                             | -                             | -                             | -                             | -                             | -                             | -                             | -                             | -                             | -                             |
| 2010 | "Set Me Free" (Blame feat. Jocelyn Brown) | -                             | -                             | -                             | -                             | -                             | -                             | -                             | -                             | -                             | -                             | -                             | -                             | -                             |
| 2011 | "In the Middle" (Jocelyn Brown & Soulpersona)                                                                                                 | -                             | -                             | -                             | -                             | -                             | -                             | -                             | -                             | -                             | -                             | -                             | -                             | -                             |

## További információ
- Jocelyn Brown az Internet Movie Database-ben (angolul)
- Jocelyn Brown a Rotten Tomatoeson (angolul)